# Laurene Landon

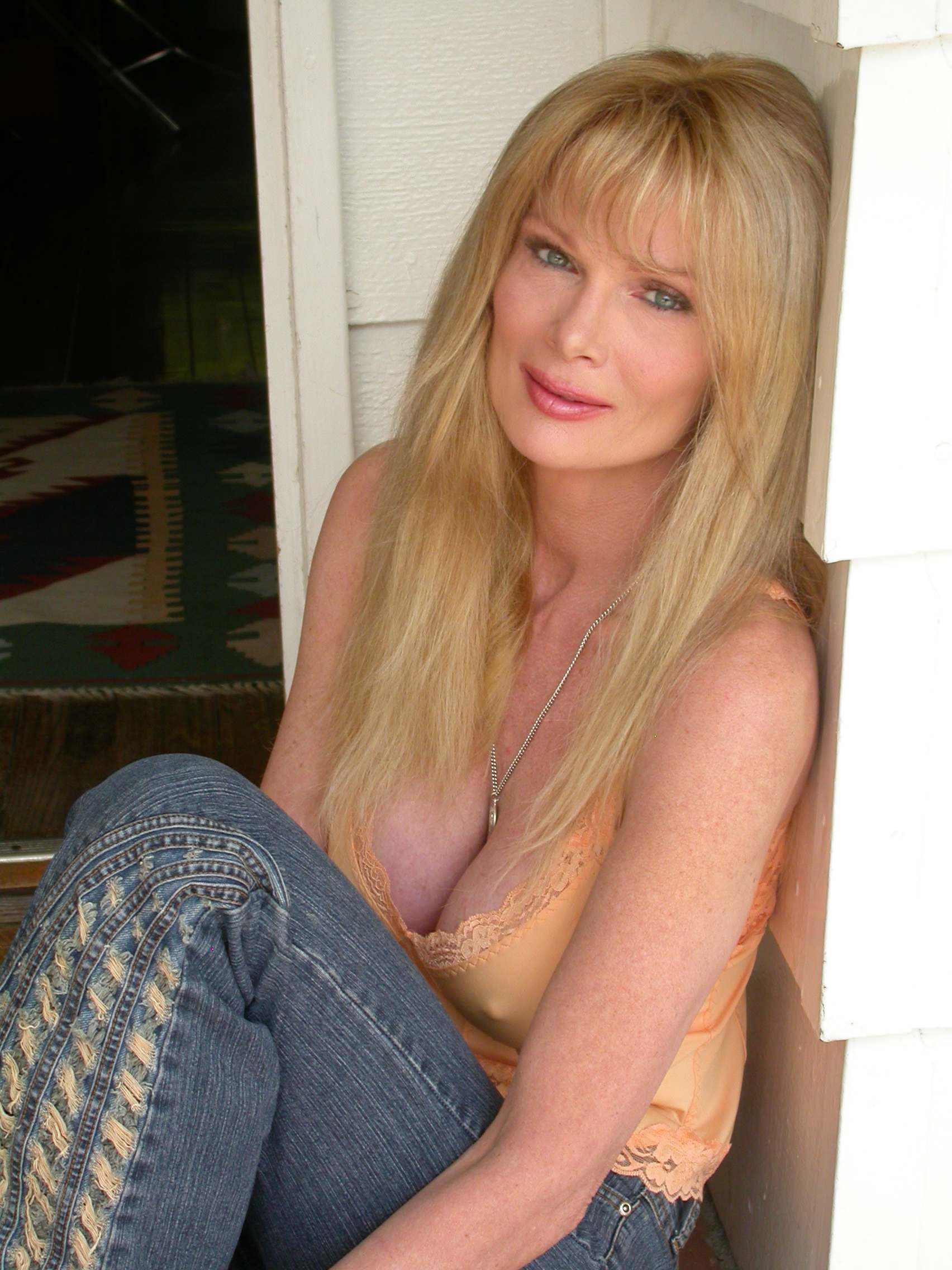
Laurene Landon (2008)

Laurene Landon (* 17. März 1957 in Toronto, Kanada als Laurene Landon Coughlin) ist eine US-amerikanische Film- und Fernsehschauspielerin.

## Leben
Geboren in Toronto und seit ihrem vierten Lebensjahr in Kalifornien aufgewachsen, schrieb sich Landon als junge Frau zunächst an der California State University in Los Angeles ein, entschied sich jedoch schließlich, als Statistin für Filmaufnahmen zu arbeiten. Ende der 1970er Jahre wurde sie zunehmend in größeren Nebenrollen besetzt, so 1979 in Bitter Heritage und Scoring. 1980 wurde sie Zweite bei der Wahl zur Miss Black Velvet in Las Vegas. 
Schauspielerischen Erfolg hatte sie 1981 unter der Regie von Robert Aldrich und an der Seite von Peter Falk in Kesse Bienen auf der Matte (...All the Marbles). Ihre bekannteste Hauptrolle ist die der Hundra in dem gleichnamigen Fantasyfilm von 1983. Landon wirkte im Verlauf ihrer Karriere bisher in über 40 Film- und Fernsehproduktionen mit, oftmals unter Regie von Larry Cohen und in actionbetonten, starken Frauenrollen. Die meisten ihrer Filme kamen jedoch nicht über den Status eines B-Movies hinaus. Gelegentlich arbeitet sie auch als Fotomodell.
Landon ist unverheiratet und lebt in Hollywood.

## Filmografie (Auswahl)
- 1979: Roller Boogie (Roller Boogie)
- 1981: Ich, der Richter (I, the Jury)
- 1981: Kesse Bienen auf der Matte (…All the Marbles)
- 1983: Hundra (Hundra)
- 1984: Der Tempel des blutigen Goldes (Yellow Hair and the Fortress of Gold)
- 1986: America 3000 (America 3000)
- 1986: Der Vergelter (Armed Response)
- 1987: Die Wiege des Schreckens (Island of the Alive)
- 1988: Maniac Cop (Maniac Cop)
- 1989: Tanz der Hexen (Wicked Stepmother)
- 1990: The Ambulance (The Ambulance)
- 1990: Maniac Cop 2 (Maniac Cop 2)
- 2008: Knife to a Gunfight
- 2012: 1313: Hercules Unbound!
- 2014: Hunter
- 2015: Samurai Cop 2: Deadly Vengeance
- 2015: Sky: Der Himmel in mir (Sky)
- 2016: Terror Tales
- 2017: Death Game
- 2017: Revenge of the Samurai Cop
- 2017: Syndicate Smasher
- 2019: Nation's Fire
- 2019: Agramon's Gate
- 2021: Amityville Cop
- 2022: You're Melting!
- 2022: The Once and Future Smash
- 2023: The Devil's Left Hand

## Auszeichnungen
- Universe Multicultural Film Festival
  - 2017: Tailbalzer Award